# Liste der deutschen Faustballmeister
Diese Listen verzeichnen die Deutschen Meister im Faustball

## Meisterschaft der DT und DSB (1921–1933)
Die Deutsche Turnerschaft (DT) richtete 1913 für Männer und 1921 für Frauen erstmals Deutsche Faustball-Meisterschaften aus. Bis zur Reinlichen Scheidung 1924 nahmen die Leichtathletikvereine der Deutsche Sportbehörde für Leichtathletik (DSB) mit ihren Spielmannschaften daher ebenfalls am Spielbetrieb der Deutschen Turnerschaft (DT) teil, erst danach gab es eine eigene von der DSB organisierte Meisterschaft. Am 18. August 1930 folgte eine Vereinbarung beider Verbände, den Spielbetrieb im Faustball fortan wieder ausschließlich von der DT austragen zu lassen. Alle Meisterschaften fanden ausschließlich auf dem Feld statt.
| Jahr | Männer              | Männer                      | Frauen              | Frauen                         |
| Jahr | DSB                 | DT                          | DSB                 | DT                             |
| ---- | ------------------- | --------------------------- | ------------------- | ------------------------------ |
| 1913 | keine Meisterschaft | Lichtluftbad Frankfurt      | keine Meisterschaft | keine Meisterschaft            |
| 1921 | keine Meisterschaft | Lichtluftbad Frankfurt      | keine Meisterschaft | HT 16 Hamburg                  |
| 1922 | keine Meisterschaft | Lichtluftbad Frankfurt      | keine Meisterschaft | KTV 1855 Krefeld               |
| 1923 | keine Meisterschaft | Lichtluftbad Frankfurt      | keine Meisterschaft | TV 1860 Frankfurt              |
| 1924 | SV Polizei Hamburg  | Lichtluftbad Frankfurt      | Hamburger Lehrer-TV | HT Barmbek-Uhlenhorst          |
| 1925 | SV Polizei Hamburg  | Hamburg-Rothenburgsorter TV | Hamburger Lehrer-TV | HT Barmbek-Uhlenhorst          |
| 1926 | SV Polizei Hamburg  | Hamburg-Rothenburgsorter TV | Hamburger Lehrer-TV | TG Landshut                    |
| 1927 | SG München          | Hamburg-Rothenburgsorter TV | VfK Tilsit          | Kaufmännischer TV Gera         |
| 1928 | SV Eimsbüttel       | TG 1848 Schweinfurt         | Hamburger Lehrer-TV | TK Hannover                    |
| 1929 | SV Eimsbüttel       | Lichtluftbad Frankfurt      | Tilsiter SC         | HT Barmbek-Uhlenhorst          |
| 1930 | SV Polizei Hamburg  | Lichtluftbad Frankfurt      | Hamburger Lehrer-TV | KTV 1855 Krefeld               |
| 1931 | keine Meisterschaft | Lichtluftbad Frankfurt      | keine Meisterschaft | KTV 1855 Krefeld               |
| 1932 | keine Meisterschaft | Lichtluftbad Frankfurt      | keine Meisterschaft | TV Neu- und Antonstadt-Dresden |
| 1933 | keine Meisterschaft | TG 1848 Schweinfurt         | keine Meisterschaft | HT Barmbek-Uhlenhorst          |

## Meisterschaft im DRL/NSRL (1934–1944)
Nach der Gleichschaltung wenige Monate nach Machtübernahme der Nationalsozialisten wurden die bestehenden Sportverbände aufgelöst. Die Spielbetrieb wurde fortan vom Nationalsozialistischen Reichsbund für Leibesübungen organisiert. Weiterhin wurden die Meisterschaften auf dem Feld ausgetragen, Hallenmeisterschaften gab es noch nicht.
| Jahr | Männer                 | Frauen                         |
| ---- | ---------------------- | ------------------------------ |
| 1934 | MTV Braunschweig       | Eimsbütteler TV                |
| 1935 | TG Landshut            | TSV Neuhausen-Nymphenburg      |
| 1936 | TG 1848 Schweinfurt    | TV Neu- und Antonstadt-Dresden |
| 1937 | MTV Braunschweig       | TV Neu- und Antonstadt-Dresden |
| 1938 | MTV Braunschweig       | Zoppoter TV                    |
| 1939 | ausgefallen            | ausgefallen                    |
| 1940 | MTV Braunschweig       | TV Neu- und Antonstadt-Dresden |
| 1941 | TV 1862 Linz           | TV Neu- und Antonstadt-Dresden |
| 1942 | Lichtluftbad Frankfurt | ausgefallen                    |
| 1943 | TV 1862 Linz           | ausgefallen                    |
| 1944 | ausgefallen            | ausgefallen                    |

## Meisterschaft in der BRD (1947–1990)
Bis 1970 wurde weiterhin ausschließlich auf dem Feld gespielt, erst ab 1970/71 (Männer), bzw. 1972/73 (Frauen) wurde ebenfalls eine Deutsche Meisterschaft im Hallen-Faustball ausgetragen.
| Jahr | Männer                  | Männer                  | Frauen                 | Frauen                 |
| Jahr | Feld                    | Halle                   | Feld                   | Halle                  |
| ---- | ----------------------- | ----------------------- | ---------------------- | ---------------------- |
| 1947 | Eimsbütteler TV         | keine Meisterschaft     | TSV 1860 München       | keine Meisterschaft    |
| 1948 | Eimsbütteler TV         | keine Meisterschaft     | TSV 1860 München       | keine Meisterschaft    |
| 1949 | Merscheider TV          | keine Meisterschaft     | TSV 1860 München       | keine Meisterschaft    |
| 1950 | Merscheider TV          | keine Meisterschaft     | TSV 1860 München       | keine Meisterschaft    |
| 1951 | TSV Pfungstadt          | keine Meisterschaft     | Post SV Hamburg        | keine Meisterschaft    |
| 1952 | TSV Pfungstadt          | keine Meisterschaft     | Post SV Hamburg        | keine Meisterschaft    |
| 1953 |                         | keine Meisterschaft     |                        | keine Meisterschaft    |
| 1954 | Eimsbütteler TV         | keine Meisterschaft     | Dortmunder TG          | keine Meisterschaft    |
| 1955 | Merscheider TV          | keine Meisterschaft     | Post SV Hamburg        | keine Meisterschaft    |
| 1956 | ATSV Habenhausen        | keine Meisterschaft     | Post SV Hamburg        | keine Meisterschaft    |
| 1957 | TSV Schwaben Augsburg   | keine Meisterschaft     | Dortmunder TG          | keine Meisterschaft    |
| 1958 |                         | keine Meisterschaft     |                        | keine Meisterschaft    |
| 1959 | TK Hannover             | keine Meisterschaft     | Dortmunder TG          | keine Meisterschaft    |
| 1960 | Germania Müngersdorf    | keine Meisterschaft     | Dortmunder TG          | keine Meisterschaft    |
| 1961 | Turnverein Passau       | keine Meisterschaft     | Dortmunder TG          | keine Meisterschaft    |
| 1962 | TSV Pfungstadt          | keine Meisterschaft     | Dortmunder TG          | keine Meisterschaft    |
| 1963 | TK Hannover             | keine Meisterschaft     |                        | keine Meisterschaft    |
| 1964 | TV Westfalia Hamm       | keine Meisterschaft     | Dortmunder TG          | keine Meisterschaft    |
| 1965 | TuS Hilden 1896         | keine Meisterschaft     | MTV Gießen             | keine Meisterschaft    |
| 1966 | BSG Siemens Nürnberg    | keine Meisterschaft     | Bayern 07 Nürnberg     | keine Meisterschaft    |
| 1967 | TV Westfalia Hamm       | keine Meisterschaft     | TSG 1881 Benrath       | keine Meisterschaft    |
| 1968 | TSV Pfungstadt          | keine Meisterschaft     | TK Hannover            | keine Meisterschaft    |
| 1969 | TSV Pfungstadt          | keine Meisterschaft     | TSG 1881 Benrath       | keine Meisterschaft    |
| 1970 | BSG Siemens Nürnberg    | keine Meisterschaft     | TSG 1881 Benrath       | keine Meisterschaft    |
| 1971 | NLV Stuttgart-Vaihingen | TV Westfalia Hamm       | MTV Gießen             | keine Meisterschaft    |
| 1972 | Altonaer SpVgg.         | TV Westfalia Hamm       | TSG 1881 Benrath       | keine Meisterschaft    |
| 1973 | NLV Stuttgart-Vaihingen | NLV Stuttgart-Vaihingen | TSG 1881 Benrath       | MTV Gießen             |
| 1974 | NLV Stuttgart-Vaihingen | TSV Pfungstadt          | MTV Gießen             | TSG 1881 Benrath       |
| 1975 | TSV Pfungstadt          | TV Westfalia Hamm       | TK Hannover            | TSG 1881 Benrath       |
| 1976 | MTV Stuttgart           | VfL Kellinghusen        | TSG 1881 Benrath       | TSG 1881 Benrath       |
| 1977 | MTV Stuttgart           | NLV Stuttgart-Vaihingen | TSG 1881 Benrath       | TSG 1881 Benrath       |
| 1978 | VfL Kellinghusen        | TV Westfalia Hamm       | MTV Gießen             | TSG 1881 Benrath       |
| 1979 | Offenburger FG          | TV Westfalia Hamm       | TSG 1881 Benrath       | TSG 1881 Benrath       |
| 1980 | TSV Pfungstadt          | TSV Pfungstadt          | TSG 1881 Benrath       | MTV Gießen             |
| 1981 | NLV Stuttgart-Vaihingen | Offenburger FG          | TSG 1881 Benrath       | TSG 1881 Benrath       |
| 1982 | TSV Pfungstadt          | VfL Kellinghusen        | TuS 04 Leverkusen      | TSG 1881 Benrath       |
| 1983 | Ahlhorner SV            | DJK Windischeschenbach  | Polizei SV Berlin      | TV Jahn Schneverdingen |
| 1984 | Ahlhorner SV            | TSV Pfungstadt          | Ahlhorner SV           | Eintracht Hildesheim   |
| 1985 | TSV Pfungstadt          | TSV Pfungstadt          | TSG Stuttgart          | TV Westfalia Hamm      |
| 1986 | TSV Hagen 1860          | TSV Pfungstadt          | TV Jahn Schneverdingen | SV Düdenbüttel         |
| 1987 | TSV Hagen 1860          | TSV Pfungstadt          | ATSV Saarbrücken       | ATSV Saarbrücken       |
| 1988 | TSV Hagen 1860          | SV Böblingen            | TV Westfalia Hamm      | TV Jahn Schneverdingen |
| 1989 | TuS Rot-Weiß Koblenz    | TSV Hagen 1860          | Post SV Köln           | TV Jahn Schneverdingen |
| 1990 | TSV Hagen 1860          | TKD Duisburg            | Post SV Köln           | TV Jahn Schneverdingen |

## Gesamtdeutsche Meisterschaft (ab 1991)
| Jahr | Männer                                                | Männer               | Frauen                                              | Frauen                 |
| Jahr | Feld                                                  | Halle                | Feld                                                | Halle                  |
| ---- | ----------------------------------------------------- | -------------------- | --------------------------------------------------- | ---------------------- |
| 1991 | TuS Rot-Weiß Koblenz                                  | TSV Hagen 1860       | Post SV Köln                                        | TV Jahn Schneverdingen |
| 1992 | TSV Hagen 1860                                        | TSV Hagen 1860       | Post SV Köln                                        | SV Düdenbüttel         |
| 1993 | TSV Hagen 1860                                        | TSV Hagen 1860       | TV Scheidt-Saarbrücken                              | SV Düdenbüttel         |
| 1994 | TH 52 Hannover                                        | TuS Rot-Weiß Koblenz | TV Jahn Schneverdingen                              | Ahlhorner SV           |
| 1995 | TH 52 Hannover                                        | TSV Hagen 1860       | TV Jahn Schneverdingen                              | Ahlhorner SV           |
| 1996 | TH 52 Hannover                                        | TSV Hagen 1860       | TV Jahn Schneverdingen                              | TV Voerde              |
| 1997 | TSV Hagen 1860                                        | TH 52 Hannover       | TV Jahn Schneverdingen                              | TV Jahn Schneverdingen |
| 1998 | TSV Hagen 1860                                        | TV Westfalia Hamm    | Telekom-Post SG Köln                                | TV Voerde              |
| 1999 | SV Moslesfehn                                         | TH 52 Hannover       | Telekom-Post SG Köln                                | ATS Kulmbach 1861      |
| 2000 | TSV Hagen 1860                                        | TSV Hagen 1860       | TV Voerde                                           | TV Jahn Schneverdingen |
| 2001 | TSV Hagen 1860                                        | TK Hannover          | TV Voerde                                           | TV Voerde              |
| 2002 | TH 52 Hannover                                        | TV Westfalia Hamm    | TV Jahn Schneverdingen                              | Ahlhorner SV           |
| 2003 | TuS Rot-Weiß Koblenz                                  | TV Brettorf          | Ahlhorner SV                                        | TV Voerde              |
| 2004 | TV Brettorf                                           | TV Westfalia Hamm    | Ahlhorner SV                                        | Ahlhorner SV           |
| 2005 | TV Westfalia Hamm                                     | TV Westfalia Hamm    | TV Jahn Schneverdingen                              | TV Voerde              |
| 2006 | TV Westfalia Hamm                                     | TV Westfalia Hamm    | TV Voerde                                           | TV Jahn Schneverdingen |
| 2007 | TV Westfalia Hamm                                     | TV Westfalia Hamm    | Ahlhorner SV                                        | TV Jahn Schneverdingen |
| 2008 | TV Vaihingen/Enz                                      | TV Vaihingen/Enz     | Ahlhorner SV                                        | Ahlhorner SV           |
| 2009 | VfK 01 Berlin                                         | MTV Hammah           | SV Moslesfehn                                       | Ahlhorner SV           |
| 2010 | TSV Pfungstadt                                        | TV Stammheim         | Ahlhorner SV                                        | Ahlhorner SV           |
| 2011 | TSV Pfungstadt                                        | TV Vaihingen/Enz     | Ahlhorner SV                                        | Ahlhorner SV           |
| 2012 | TSV Pfungstadt                                        | TV Vaihingen/Enz     | TSV Dennach                                         | Ahlhorner SV           |
| 2013 | TSV Pfungstadt                                        | TSV Pfungstadt       | TV Jahn Schneverdingen                              | TV Jahn Schneverdingen |
| 2014 | TSV Pfungstadt                                        | TSV Pfungstadt       | TSV Dennach                                         | TSV Dennach            |
| 2015 | TSV Pfungstadt                                        | TSV Pfungstadt       | TSV Dennach                                         | Ahlhorner SV           |
| 2016 | TSV Pfungstadt                                        | TSV Pfungstadt       | TV Jahn Schneverdingen                              | TSV Dennach            |
| 2017 | VfK 01 Berlin                                         | TSV Pfungstadt       | TV Jahn Schneverdingen                              | Ahlhorner SV           |
| 2018 | TSV Pfungstadt                                        | VfK 01 Berlin        | TSV Dennach                                         | TSV Dennach            |
| 2019 | TSV Pfungstadt                                        | TSV Pfungstadt       | Ahlhorner SV                                        | TSV Calw               |
| 2020 | TSV Pfungstadt                                        | TSV Pfungstadt       | Ahlhorner SV                                        | TSV Calw               |
| 2021 | TSV Pfungstadt                                        | nicht ausgetragen    | TV Jahn Schneverdingen                              | nicht ausgetragen      |
| 2022 | TSV Pfungstadt                                        | TSV Pfungstadt       | TV Jahn Schneverdingen                              | TV Jahn Schneverdingen |
| 2023 | TSV Pfungstadt                                        | TSV Pfungstadt       | TV Jahn Schneverdingen                              | TV Jahn Schneverdingen |
| 2024 | TSV Pfungstadt                                        | TSV Pfungstadt       | TV Jahn Schneverdingen                              | TV Jahn Schneverdingen |
| 2025 | TSV Hagen 1860 (im Rahmen der Finals 2025 in Dresden) |                      | Ahlhorner SV (Im Rahmen der Finals 2025 in Dresden) |                        |

## Rekordmeister

### Männer
| Rang | Verein                      | Titel | Feld | Halle |
| ---- | --------------------------- | ----- | ---- | ----- |
| 1.   | TSV Pfungstadt              | 37    | 22   | 15    |
| 2.   | TSV Hagen 1860              | 18    | 11   | 7     |
| 3.   | TV Westfalia Hamm           | 16    | 5    | 11    |
| 4.   | Lichtluftbad Frankfurt      | 10    | 10   |       |
| 5.   | NLV Stuttgart-Vaihingen     | 6     | 4    | 2     |
| 5.   | TH 52 Hannover              | 6     | 4    | 2     |
| 7.   | Eimsbütteler TV             | 5     | 5    |       |
| 8.   | MTV Braunschweig            | 4     | 4    |       |
| 8.   | SV Polizei Hamburg          | 4     | 4    |       |
| 8.   | TuS Rot-Weiß Koblenz        | 4     | 3    | 1     |
| 8.   | TV Vaihingen/Enz            | 4     | 1    | 3     |
| 12.  | Hamburg-Rothenburgsorter TV | 3     | 3    |       |
| 12.  | Merscheider TV              | 3     | 3    |       |
| 12.  | TG 1848 Schweinfurt         | 3     | 3    |       |
| 12.  | VfK 01 Berlin               | 3     | 2    | 1     |
| 12.  | TK Hannover                 | 3     | 2    | 1     |
| 12.  | VfL Kellinghusen            | 3     | 1    | 2     |
| 18.  | Ahlhorner SV                | 2     | 2    |       |
| 18.  | TV 1862 Linz                | 2     | 2    |       |
| 18.  | BSG Siemens Nürnberg        | 2     | 2    |       |
| 18.  | MTV Stuttgart               | 2     | 2    |       |
| 18.  | TV Brettorf                 | 2     | 1    | 1     |
| 18.  | Offenburger FG              | 2     | 1    | 1     |
| 24.  | Altonaer SpVgg              | 1     | 1    |       |
| 24.  | TSV Schwaben Augsburg       | 1     | 1    |       |
| 24.  | ATSV Habenhausen            | 1     | 1    |       |
| 24.  | TuS Hilde 1896              | 1     | 1    |       |
| 24.  | TG Landshut                 | 1     | 1    |       |
| 24.  | SV Moslesfehn               | 1     | 1    |       |
| 24.  | SG München                  | 1     | 1    |       |
| 24.  | Germania Müngersdorf        | 1     | 1    |       |
| 24.  | Turnverein Passau           | 1     | 1    |       |
| 24.  | SV Böblingen                | 1     |      | 1     |
| 24.  | TKD Duisburg                | 1     |      | 1     |
| 24.  | MTV Hammah                  | 1     |      | 1     |
| 24.  | TV Stammheim                | 1     |      | 1     |
| 24.  | DJK Windischeschenbach      | 1     |      | 1     |

### Frauen
| Rang | Verein                         | Titel | Feld | Halle |
| ---- | ------------------------------ | ----- | ---- | ----- |
| 1.   | TV Jahn Schneverdingen         | 25    | 13   | 12    |
| 2.   | Ahlhorner SV                   | 19    | 8    | 11    |
| 3.   | TSG 1881 Benrath               | 18    | 10   | 8     |
| 4.   | TV Voerde                      | 8     | 3    | 5     |
| 5.   | Dortmunder TG                  | 7     | 7    |       |
| 5.   | TSV Dennach                    | 7     | 4    | 3     |
| 7.   | Post SV Köln / TPSG Köln       | 6     | 6    | 0     |
| 7.   | MTV Gießen                     | 6     | 4    | 2     |
| 9.   | TV Neu- und Antonstadt-Dresden | 5     | 5    |       |
| 9.   | Hamburger Lehrer-TV            | 5     | 5    |       |
| 11.  | Post SV Hamburg                | 4     | 4    |       |
| 11.  | HT Barmbek-Uhlenhorst          | 4     | 4    |       |
| 11.  | TSV 1860 München               | 4     | 4    |       |
| 14.  | KTV 1855 Krefeld               | 3     | 3    |       |
| 14.  | TK Hannover                    | 3     | 3    |       |
| 14.  | SV Düdenbüttel                 | 3     |      | 3     |
| 17.  | ATSV Saarbrücken               | 2     | 1    | 1     |
| 17.  | TV Westfalia Hamm              | 2     | 1    | 1     |
| 17.  | TSV Calw                       | 2     |      | 2     |
| 20   | Polizei SV Berlin              | 1     | 1    |       |
| 20   | Eimsbütteler TV                | 1     | 1    |       |
| 20   | TV 1860 Frankfurt              | 1     | 1    |       |
| 20   | Kaufmännischer TV Gera         | 1     | 1    |       |
| 20   | HT 16 Hamburg                  | 1     | 1    |       |
| 20   | TG Landshut                    | 1     | 1    |       |
| 20   | TuS 04 Leverkusen              | 1     | 1    |       |
| 20   | TSV Neuhausen-Nymphenburg      | 1     | 1    |       |
| 20   | Bayern 07 Nürnberg             | 1     | 1    |       |
| 20   | TV Scheidt                     | 1     | 1    |       |
| 20   | TSG Stuttgart                  | 1     | 1    |       |
| 20   | Tilsiter SC                    | 1     | 1    |       |
| 20   | VfK Tilsit                     | 1     | 1    |       |
| 20   | Zoppoter TV                    | 1     | 1    |       |
| 20   | Eintracht Hildesheim           | 1     |      | 1     |
| 20   | ATS Kulmbach 1861              | 1     |      | 1     |